# Kasztrált (énekes)

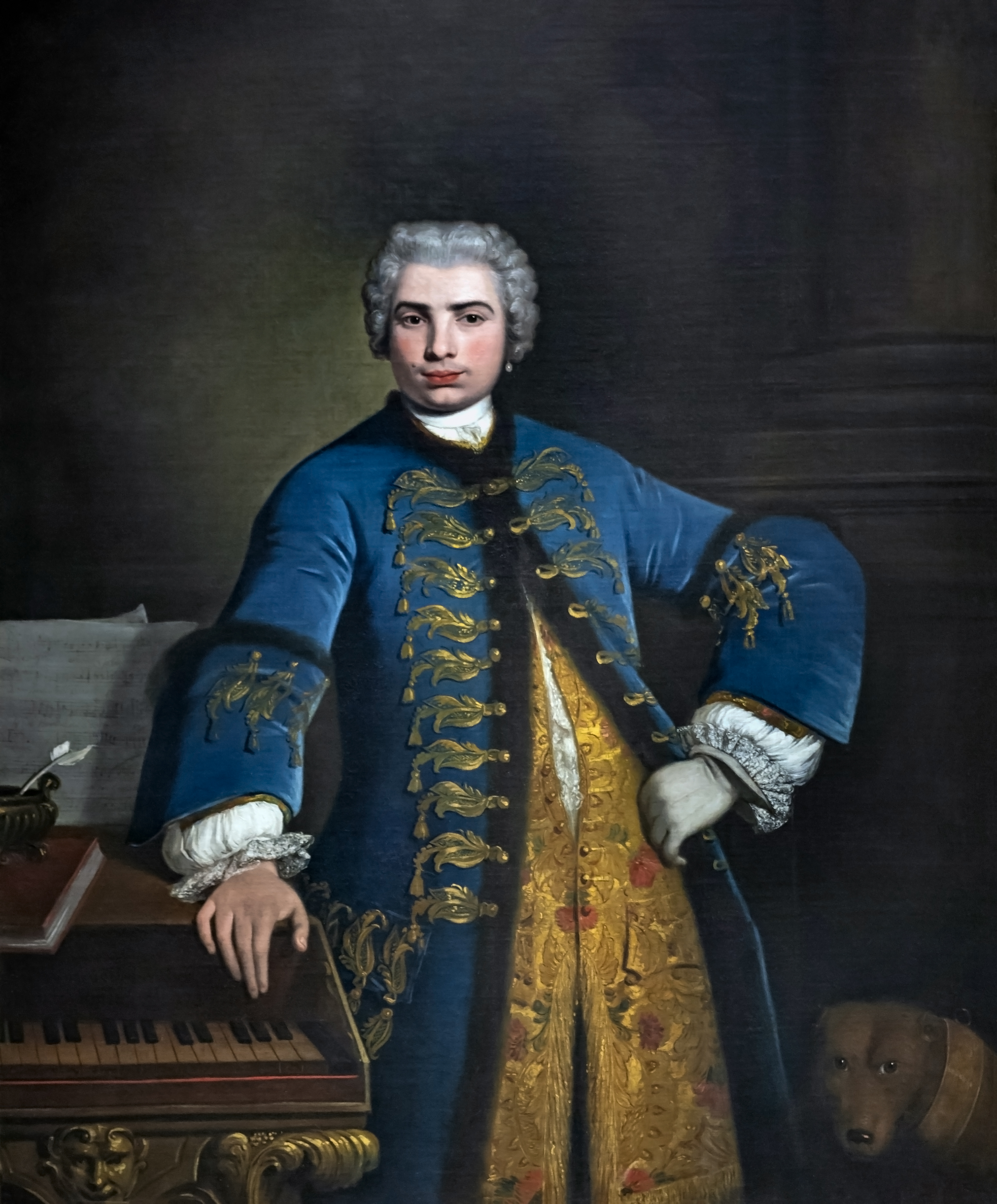
Farinelli, a 18. század világhírű énekese

A kasztráltak vagy castrati (a latin castratusból ered, jelentése herélt) azoknak a férfi énekeseknek a neve, akiket gyermekkorukban megfosztottak férfiasságuktól, és így felnőtt korukban is megőrizték hangjuk gyermekien szép csengését, miközben a hangképző apparátus erősödésével annak terjedelme, ereje és mozgékonysága fokozódott.

## Fiziológiája
A pubertáskor előtti kasztrálás megakadályozta a fiú gégéjének átalakulását, aminek következtében a hangszín megőrződött. A tesztoszteron-hiány egyúttal azt is jelentette, hogy a csontok epifízisei nem erősödtek meg kellőképpen, ezért csontjaik, így bordáik is, a szokásosnál hosszabbra nyúltak, ami a szokásosnál nagyobb tüdőtérfogatot biztosított. Ez, a gyermeki hangszálakkal párosulva, rendkívül flexibilis hangok képzését segítette elő, amelyek messze felülmúlták a magas regiszterekben éneklő szopránokat, kontratenorokat, vagy falzettistákat. Énekük minősége, hangszínük a kor előrehaladásával is alig változott. A kasztráltak gyakran az átlagosnál magasabbra nőttek, arcuk vöröses és puffadt, mellkasuk pedig rendkívül erőteljes lett. Elképesztő módon voltak képesek bánni a levegővel, különleges bravúrjuk volt a hosszú ideig, néha 70–80 másodpercig kitartott hang, amit koloratúrákkal díszítettek, és egy levegővel (levegőcsere nélkül) énekeltek végig.

## Történetük

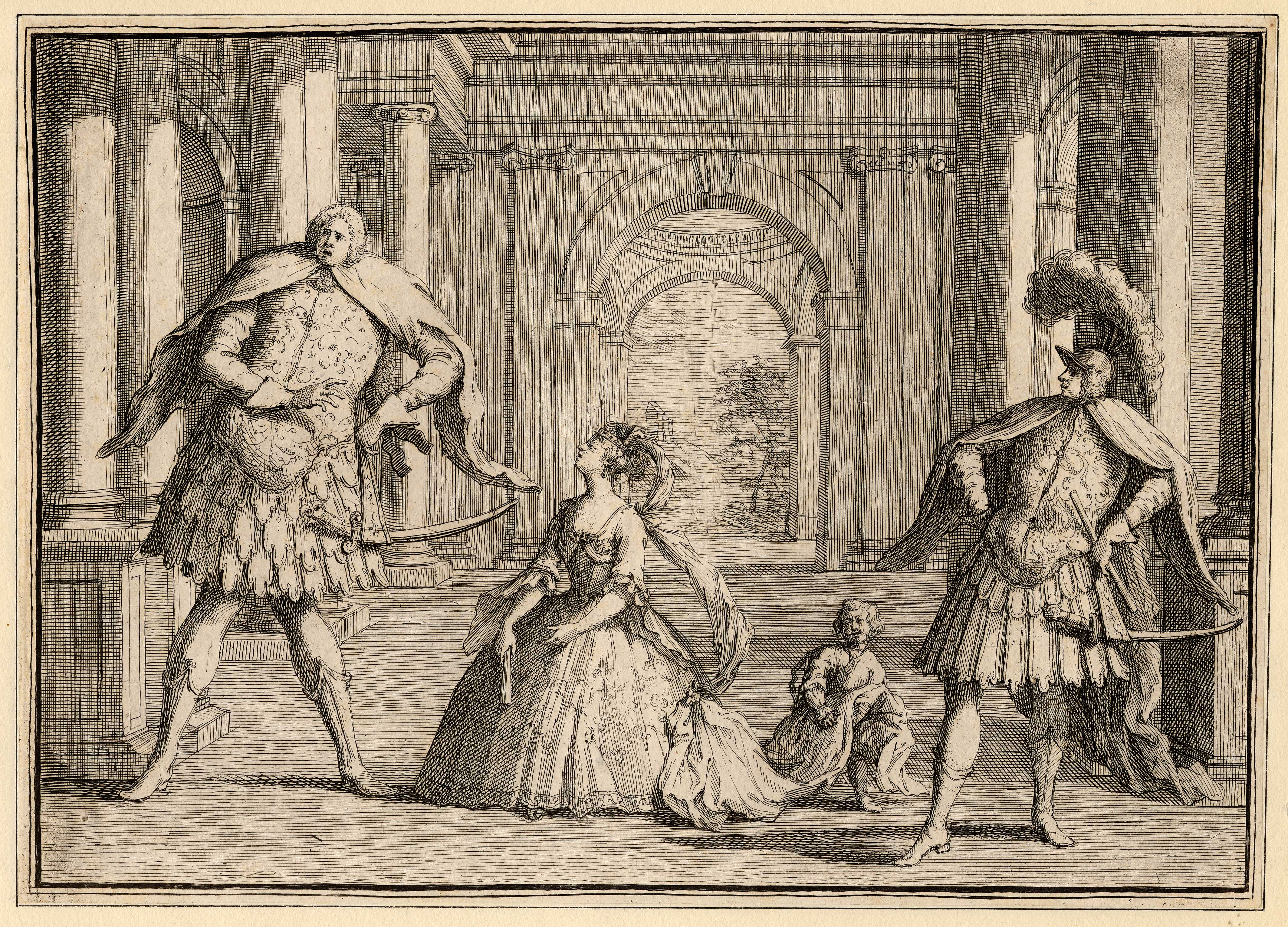
Karikatúra Senesino (Francesco Bernardi) kasztrált kontraalt énekes fellépéséről Händel Flavio című operájában (középen Francesca Cuzzoni szoprán, jobbra Gaetano Berenstadt kasztrált alt). A rajz, ha túlzóan is, de mutatja a kasztráltak különleges testi adottságait.

A kasztrálás divatja az arab világból származott, és egészen a 18. század végéig gyakorlat maradt Európában. A kasztrálást orvos, vagy ha nem volt rá pénz, az anya végezte el. A témában szakkönyv is rendelkezésre állt, Harles d’Ancillon francia ügyvéd írása, aki a saját módszerét ismertette. A gyermeket forró vízbe ültették, a nyaki ereket elszorították, esetleg ópiumot is adtak neki, majd egy előzőleg tűzben felhevített késsel végezték el a beavatkozást, a herék eltávolítását. A saját családban elkövetett kasztrálást ugyan a törvény és az egyház is üldözte, halállal és kiközösítéssel büntették, de a gyakorlatban könnyű volt balesettel, kutyatámadással, lórúgással stb. adni magyarázatot.
A kasztráltak megjelenését az indokolta, hogy a nők egyházi kórusokban nem énekelhettek. Mindenekelőtt azonban operák virtuóz áriáit énekelték. Európában az első kasztráltak megjelenéséről nincs pontos adat (korábban soprano maschio névvel illették őket, ami jelenthetett falzetténekest is), de a 16. század derekán már megszokott volt a jelenlétük. Az első konkrétan castratónak nevezett énekes a spanyol származású Hernando Bustamante volt, aki 1558-ban a Sixtus-kápolna kórusában énekelt, ugyanitt volt híres énekes 1599-től Pietro Folignato és Girolamo Rossini is. Annak ellenére, hogy a későbbi francia közönség ellenszenvet mutatott a kasztráltak iránt, az országban mégis több énekes élt, hatalmas sikereket aratva. Amikor V. Szixtusz pápa átszervezte a Szent Péter-bazilika kórusát, helyet adott számos kasztráltnak, akik hamarosan átvették a vezetőénekesi pozíciókat a fiatal fiúktól és falzettistáktól.
A kasztráltak fénykora az 1700-as évekre esett, a legnépszerűbb zeneszerzők írtak szerepeket a számukra, s egy-egy opera előadása elképzelhetetlen volt akkoriban valamely jó nevű „castrato” produkciója nélkül. Ennek megfelelően a legjobb kasztráltak csillagászati összegeket kerestek, amellett pedig a társasági élet rajongott központi alakjai is voltak. A házasságot a vallás tiltotta számukra, ám mindkét nem számára kedvelt partnereknek számítottak, és feltehető, hogy nem mindegyikük vesztette el teljesen szexuális képességét.
A 18. század végén, a közízlés változása valamint a szociális irányváltás a kasztráltak működése végét jelentette. Az utolsó híres énekes Giovanni Battista Velluti volt. Számára írta Meyerbeer 1824-ben a Mózes Egyiptomban című operájának főszerepét. Az egyesült Olaszország kialakulása (1870) után törvényen kívül helyezték a kasztrálást, a korábban bevezetett francia törvények mintájára. 1878-ban XIII. Leó pápa megtiltotta új kasztráltak alkalmazását egyházi kórusokban, így számuk jelentősen lecsökkent. 1903-ban X. Piusz pápa véglegesen betiltotta a kasztráltak foglalkoztatását. Az utolsó kasztrált, aki a Sixtus-kápolna kórusában énekelt, Alessandro Moreschi volt.
A legnevesebb kasztráltak valamennyien koruk ünnepelt sztárjai voltak, így Farinelli, Senesino, Gaspare Pacchierotti, Girolamo Crescentini, Antonio Bernacchi és Gaetano Maiorano. A kasztráltak szerepkörét napjaink operaszínpadi gyakorlatában koloratúrszoprán vagy mezzoszoprán énekesnők, vagy kontratenorok éneklik.
Cecilia Bartoli 2009-ben kiadott, SACRIFICIUM című hanghordozóján a kasztrált énekesekre emlékezik.

## Híres kasztráltak
- Baldassare Ferri (1610–1680)
- Antonio Bernacchi (1685–1756)

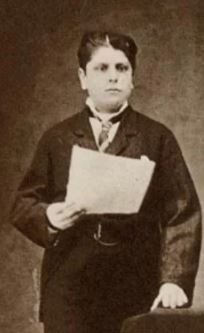
Alessandro Moreschi, a Sixtus-kápolna kórusának tagja, 1875-ben

- Francesco Bernardi (Senesino) (1686–1758)
- Carlo Broschi (Farinelli) (1705–1782)
- Gaetano Majorano (Caffarelli) (1710–1783)
- Giovanni Manzuoli (1720–1782)
- Gaetano Guadagni (1725–1792)
- Gasparo Pacchierotti (1740–1821)
- Luigi Marchesi (1754–1829)
- Girolamo Crescentini (1762–1848)
- Giovanni Velluti (1781–1861)
- Domenico Mustafà (1829–1912)
- Domenico Salvatori (1855–1909)
- Alessandro Moreschi (1858–1922)